# Brechmorhoga innupta
Brechmorhoga innupta là loài chuồn chuồn trong họ Libellulidae. Loài này được Rácenis mô tả khoa học đầu tiên năm 1954.